# ワンダー・オブ・スターダム王座
ワンダー・オブ・スターダム王座は、スターダムが管理・認定している王座。

## 歴史
2011年6月26日、新木場1stRINGにて行われたシリーズ第2弾『grows up stars 2011』最終戦でワールド・オブ・スターダム王座と共に創設を発表。団体所属及び参戦選手で争う「スターダムの象徴」と位置づけている。ベルト部分の色が白にシルバーの星型プレートで、白はかつて全日本女子プロレスに存在したオールパシフィック王座、星型はスターダムをイメージしていることから「白いベルト」と呼ばれている 。初代王座決定戦は7月24日にスターダム初の後楽園ホール大会にて、愛川ゆず季と世IV虎の間で争われ、勝利した愛川が初代王座に輝いた。
愛川は王座を8度防衛した後に引退。その引退試合となった両国国技館大会にて功績をたたえて初代ベルトが贈呈された。新チャンピオンダーク・エンジェルに対しては2代目ベルトを発注している。
第7代王者のサンタナ・ギャレットは同王座獲得後に帰国し、2015年12月から2016年1月にかけてAFW、BILIEVE、OPW等の団体で防衛戦を繰り広げ通算6防衛。またこの際の初防衛戦は、同王座の初海外防衛戦となった。更に日本での宝城カイリ戦を挟み、3月13日のCCWでの防衛戦で通算9度目の防衛に成功。愛川の持つ防衛記録を更新。

## 歴代王者
| 歴代   | 王者                 | 戴冠回数 | 防衛回数 | 獲得日         | 獲得場所 備考（対戦相手）                    |
| ------ | -------------------- | -------- | -------- | -------------- | -------------------------------------------- |
| 初代   | 愛川ゆず季           | 1        | 8        | 2011年07月24日 | 後楽園ホール （世IV虎） 2013年4月2日王座返上 |
| 第2代  | ダーク・エンジェル   | 1        | 3        | 2013年04月29日 | 両国国技館 （安川惡斗）                      |
| 第3代  | 安川惡斗             | 1        | 4        | 2013年11月04日 | 後楽園ホール 2014年6月26日王座返上           |
| 第4代  | 岩谷麻優             | 1        | 2        | 2014年07月27日 | 名古屋市中スポーツセンター （脇澤美穂）      |
| 第5代  | 安川惡斗             | 2        | 0        | 2015年01月18日 | 後楽園ホール 2015年5月1日王座返上            |
| 第6代  | 紫雷イオ             | 1        | 7        | 2015年05月17日 | 後楽園ホール （ニッキー・ストーム）          |
| 第7代  | サンタナ・ギャレット | 1        | 9        | 2015年11月23日 | 博多スターレーン                             |
| 第8代  | 宝城カイリ           | 1        | 8        | 2016年05月15日 | 後楽園ホール                                 |
| 第9代  | 岩谷麻優             | 2        | 2        | 2017年05月14日 | 後楽園ホール                                 |
| 第10代 | 美闘陽子             | 1        | 2        | 2017年09月23日 | 大阪市立東成区民センター                     |
| 第11代 | 紫雷イオ             | 2        | 10       | 2017年11月19日 | 後楽園ホール                                 |
| 第12代 | 渡辺桃               | 1        | 13       | 2018年05月23日 | 後楽園ホール                                 |
| 第13代 | 星輝ありさ           | 1        | 10       | 2019年05月16日 | 後楽園ホール 2020年5月20日王座返上           |
| 第14代 | ジュリア             | 1        | 6        | 2020年07月26日 | 後楽園ホール （中野たむ）                    |
| 第15代 | 中野たむ             | 1        | 6        | 2021年03月03日 | 日本武道館                                   |
| 第16代 | 上谷沙弥             | 1        | 15       | 2021年12月29日 | 両国国技館                                   |
| 第17代 | 白川未奈             | 1        | 1        | 2023年04月23日 | 横浜アリーナ                                 |
| 第18代 | 中野たむ             | 2        | 0        | 2023年05月27日 | 大田区総合体育館                             |
| 第19代 | MIRAI                | 1        | 3        | 2023年07月02日 | 横浜武道館                                   |
| 第20代 | 安納サオリ           | 1        | 3        | 2023年12月29日 | 両国国技館                                   |
| 第21代 | 岩田美香             | 1        | 0        | 2024年06月22日 | 国立代々木競技場第二体育館                   |
| 第22代 | 安納サオリ           | 2        | 0        | 2024年07月15日 | 後楽園ホール                                 |
| 第23代 | なつぽい             | 1        | 2        | 2024年07月27日 | シャトレーゼ ガトーキングダム サッポロ       |
| 第24代 | スターライト・キッド | 1        | 5        | 2024年12月29日 | 両国国技館                                   |

## 主な記録
- 最多獲得回数：安川惡斗、紫雷イオ、岩谷麻優、中野たむ、安納サオリ（2回）
- 最多連続防衛回数：上谷沙弥（15回）
- 最多通算防衛回数：紫雷イオ（17回）
- 最年少戴冠記録：渡辺桃（18歳）
- 最年長戴冠記録：白川未奈（35歳）